# 特命戦隊ゴーバスターズVS海賊戦隊ゴーカイジャー THE MOVIE
- スーパー戦隊シリーズ
  - 特命戦隊ゴーバスターズ > 特命戦隊ゴーバスターズVS海賊戦隊ゴーカイジャー THE MOVIE
  - 海賊戦隊ゴーカイジャー > 特命戦隊ゴーバスターズVS海賊戦隊ゴーカイジャー THE MOVIE

『特命戦隊ゴーバスターズVS海賊戦隊ゴーカイジャー THE MOVIE』（とくめいせんたいゴーバスターズ たい かいぞくせんたいゴーカイジャー ザ ムービー）は、2013年1月19日より東映系で公開された日本の映画作品。特撮ヒーロー番組「スーパー戦隊シリーズ」『特命戦隊ゴーバスターズ』の映画化作品であり、スーパー戦隊VSシリーズの一つ。最終興行収入4億3,000万円。

## 概要
『特命戦隊ゴーバスターズ』と『海賊戦隊ゴーカイジャー』のクロスオーバー作品であり、『劇場版 炎神戦隊ゴーオンジャーVSゲキレンジャー』から続くスーパー戦隊祭の第5弾記念作品でもある。
『ゴーカイジャー』のクロスオーバー要素は本作品でも組み込まれており、過去のスーパー戦隊シリーズの登場人物や巨大ロボも参戦する他、VSシリーズの劇場版への本格的な移行を境に廃されていた「恐竜や」も作中に登場する。また過去の「スーパー戦隊祭」と同様に、テレビシリーズ放送開始前の新戦隊の先行登場も盛り込まれており、本作品では『獣電戦隊キョウリュウジャー』のキョウリュウレッドのみが、レッドバスターとゴーカイレッドの面前に登場するという、これまでと異なる形での顔見せとなる。これを踏まえて次作『獣電戦隊キョウリュウジャーVSゴーバスターズ 恐竜大決戦! さらば永遠の友よ』では、本作品でレッドバスターとキョウリュウレッドが対面した設定が反映されている。
脚本家の下山健人のインタビューでは初期案で時間移動するはずだった予定の時代は、3000年前・江戸時代・近未来の3つで、ゴーカイジャーとゴーバスターズの全員がそれぞれの時代に飛ばされ、バディロイドが現代に残るはずだったとされていた。ゴーカイジャーとゴーバスターズは3000年前・江戸時代・近未来で、3000年前の『星獣戦隊ギンガマン』、江戸時代の『侍戦隊シンケンジャー』、そして『獣電戦隊キョウリュウジャー』と共演するつもりだったとされており、劇中でシンケンレッドこと志葉薫が登場したのは初期案の名残となっている。また、現代へ帰還する方法も初期案では、『未来戦隊タイムレンジャー』に登場する時間保護局が各時代のゴーカイジャーとゴーバスターズを回収。その後エンターの妨害により燃料のラムダ2000を奪われたため、バディロイドのエネトロンで代用するという展開だった。

## ストーリー
ある日突然地球に現れた黒色のゴーカイガレオン。時同じくして、エネトロン防衛のために出動した特命戦隊ゴーバスターズの前に立ちはだかったのは、かつて宇宙帝国ザンギャックから地球を守り抜いた海賊戦隊ゴーカイジャーだった。
だが彼らは、敵であるはずのザンギャックの新司令官バッカス・ギルらと手を組みゴーバスターズと敵対。全て揃うことで宇宙で最も強大な力が手に入ると伝わる、5つの幻のレンジャーキーを巡る争奪戦が展開される中、そのレンジャーキーの力によって生じた時空の歪みに巻き込まれ、ゴーバスターズとゴーカイジャーは様々な時代へと散り散りになってしまう。
元の時代へ戻るべく、そして幻のレンジャーキーを回収すべく彼らが奔走する一方、ザンギャックはヴァグラスとも手を組み総攻撃の準備を着々と進めていく。果たしてザンギャックと組んだゴーカイジャーの真意はどこにあるのか?そして幻のレンジャーキーの持つ力とは如何なるものなのか?

## 登場人物

### 本作品のオリジナルキャラクター
新司令官バッカス・ギル
ザンギャックの新司令官。前ザンギャック皇帝アクドス・ギルの甥にあたる。専用剣バッカスカリバーIV世と三日月型の光弾を発射する酒瓶型のボトレイザーが武器で、自身の持つ酒を飲むと巨大化できる。
- デザインは篠原保が担当した。ワルズ・ギルとアクドス・ギルの血縁者という設定だが、似ていない親子の間を繋ぐ意味で、シルエットや配色などは両者を合わせたものとなっている。

親衛隊長ワレドナイヤー
バッカスを補佐するザンギャックの親衛隊長。体色は赤く関西弁で話す。剣術に優れている。
ゴーカイレッド・レッドバスターと対峙するが、突然現れた獣電戦隊キョウリュウジャーの獣電ブレイブフィニッシュに敗北する。
- デザインは篠原保が担当した。デラツエイガーの色違いで、青系のバッカス・ギルと重複しないように赤系となっている。シンケンジャーの回にデザインされたデラツエイガーは、和風の要素が多少あったが、それが配色で薄くなっていたので白色を加えて強調させている。

## 装備・戦力
本作品にのみ登場、もしくは本作品が初出となるオリジナル装備・戦力のみ記載する。
幻のレンジャーキー
その全てを集めることで「宇宙で最も強大な力」が宿ると伝わる、レッド・ブルー・イエロー・ピンク・グリーンの5色のレンジャーキー。黒いゴーカイガレオンにある鍵穴に挿すことにより時空のゆがみを発生させることができる。
バディロイドキー
幻のレンジャーキーがゴーカイジャーの手に渡ったことで変化したレンジャーキー。ゴーバスターズの大いなる力であるバディロイドとの絆により生まれた。それぞれバディロイドの形状で、レッドがチダ・ニックキー、ブルーがゴリサキ・バナナキー、イエローがウサダ・レタスキー、ピンクがビート・J・スタッグキー、グリーンがエネたんキーに変化した。
レジェンドロボキー
バディロイドキーをゴーカイダリンの鍵穴に挿し込むことでゴーカイオーの胸部ハッチから出てきた、歴代スーパー戦隊のロボの力を宿した巨大レンジャーキー。この鍵を使い、ゴーバスターエースがゲキトージャ・フラッシュキング・龍星王に、ゴーカイオーがダイボウケンに、ゴーバスターライオーがガオキングに、バスターヘラクレスがマジキングに、豪獣神が大獣神に豪快チェンジの要領で戦隊ロボに変身した。

黒いゴーカイガレオン
ザンギャックの残党が使用するゴーカイガレオンの同型機。ゴーカイガレオンとの差異として、ゴーカイオーへの変形機構は持たず、またセイルにはギャックのエンブレムが施されている点などが挙げられる。内部には天冠を頭につけたワルズ、アクドス・ギル親子の遺影が飾られている。幻のレンジャーキーの力で時空の歪みを発生させて地球を亜空間で包み込もうとしたが、ゴーバスターエースのレゾリューションスラッシュで破壊された。

メガゾードω（）
エンター曰く「とっておき」の最新型メガゾード。タイプεと同じく、エンター自らが乗り込む。
超銃火器武装戦闘に特化したメガゾードで、肩部に3連ビーム砲、両腕に4連自動3000ミリランチャー、胸部には超高出力のエネトロンエネルギー弾を放つ主砲ヴァグラストライカー、その他全身には大小の強化バルカン砲とビーム発射口を無数に装備しており、今までのメガゾードシリーズとは比べ物にならない火力を誇る。
バスターヘラクレスやゴーバスターオーを圧倒。2大戦隊ロボの豪快チェンジに対しては、αからδまでのメガゾードを召喚して対抗するが、次々と倒されていき、ωもマジキング（バスターヘラクレス）のファントムイリュージョンと大獣神（豪獣神）の超伝説雷光斬りにより撃破された。
- デザインは森木靖泰が担当した。単純に刺々しく、あちこちに銃口や大砲が付いたもので、凶悪で強そうな見た目のデザインとなっている。片目にしてガトリング砲を右目の位置に付けている。

## キャスト
- 桜田ヒロム / レッドバスター - 鈴木勝大
- 岩崎リュウジ / ブルーバスター - 馬場良馬
- 宇佐見ヨーコ / イエローバスター - 小宮有紗
- 陣マサト / ビートバスター - 松本寛也
- 黒木タケシ - 榊英雄
- 仲村ミホ - 西平風香
- 森下トオル - 髙橋直人
- エンター - 陳内将
- エスケイプ  - 水崎綾女
- キャプテン・マーベラス / ゴーカイレッド - 小澤亮太
- ジョー・ギブケン / ゴーカイブルー - 山田裕貴
- ルカ・ミルフィ / ゴーカイイエロー - 市道真央
- ドン・ドッゴイヤー（ハカセ） / ゴーカイグリーン - 清水一希
- アイム・ド・ファミーユ / ゴーカイピンク - 小池唯
- 伊狩鎧 / ゴーカイシルバー - 池田純矢
- バスコ・タ・ジョロキア - 細貝圭
- 志葉薫 - 夏居瑠奈『侍戦隊シンケンジャー』

### 声の出演
- チダ・ニック - 藤原啓治
- ゴリサキ・バナナ - 玄田哲章
- ウサダ・レタス - 鈴木達央
- ビート・J・スタッグ / スタッグバスター、ワレドナイヤー - 中村悠一
- ナビィ - 田村ゆかり
- ジェラシット - 櫻井孝宏
- バッカス・ギル - 土師孝也
- ヤツデンワニ - 津久井教生『爆竜戦隊アバレンジャー』
- モバイレーツ - 関智一
- 自動プログラム音声 - 瀬乃加奈子
- ナレーション - 宗方脩
- キョウリュウレッド - 竜星涼『獣電戦隊キョウリュウジャー』
- キョウリュウブラック - 斉藤秀翼『獣電戦隊キョウリュウジャー』
- キョウリュウブルー - 金城大和『獣電戦隊キョウリュウジャー』
- キョウリュウグリーン - 塩野瑛久『獣電戦隊キョウリュウジャー』
- キョウリュウピンク - 今野鮎莉『獣電戦隊キョウリュウジャー』
- ガブリボルバーの声 - 千葉繁[15]『獣電戦隊キョウリュウジャー』

### スーツアクター
- レッドバスター[16][17] - 押川善文
- 竹内康博
- イエローバスター[16] - 蜂須賀祐一
- 清家利一
- ビート・J・スタッグ[16]、ゴーカイシルバー[16] - 佐藤太輔
- チダ・ニック[17] - 浅井宏輔
- 岡元次郎
- 日下秀昭
- 藤井祐伍
- 野川瑞穂
- 高田将司
- 的場耕二
- ヤツデンワニ[16] - 村岡弘之
- バッカス・ギル[18]、バスターヘラクレス[18] - 矢部敬三
- 神尾直子
- 渡辺淳
- 蔦宗正人
- 藤田慧
- 内川仁朗
- 岡田和也
- 寺本翔悟
- 金子起也
- 渡邊実
- 大藤直樹
- おぐらとしひろ
- 本多剛幸
- 佐藤義夫
- 田中宏幸
- 五味涼子
- 神前元
- 片伯部浩正
- 松本竜一
- 徳田忠彦
- つちださゆり
- 水野由香利
- 伊藤茂騎
- 小笠原竜哉
- 柏木佑太
- 北川裕介
- 北村海
- 松村凌太郎
- 松岡千尋
- 喜多川2tom
- 橋本恵子
- 橋口未和
- 高橋玲
- 村井亮
- 岡田貴善
- 白崎誠也
- 大岩剣也
- 井口尚哉
- 中田裕士
- 小玉百夏
- 松本拓巳
- 関谷健利
- 大河平レオン
- 岩井潤一
- 加藤勉
- 河合健志
- 谷口洋行
- 伊藤靖幸
- 高橋知宏
- ゴーカイレッド[16][19][20] - 福沢博文

## スタッフ
- 原作 - 八手三郎、石ノ森章太郎（石森プロ）
- 脚本 - 下山健人
- 音楽 - 大橋恵、山下康介
- 製作 - 平城隆司（テレビ朝日）、間宮登良松（東映ビデオ）、鈴木武幸（東映）、松田英史（東映エージエンジー）、木下直哉（木下工務店）
- 企画 - 桑田潔（テレビ朝日）、日達長夫（東映ビデオ）、白倉伸一郎（東映）、小川政則（東映エージエンジー）、根本義明（木下工務店）
- エグゼクティブ・プロデューサー - 杉山登（テレビ朝日）、加藤和夫（東映ビデオ）、疋田和樹（東映エージエンジー）
- 撮影 - 松村文雄
- 照明 - 堀直之
- 美術 - 大谷和正
- 録音 - 伝田直樹
- 編集 - 佐藤連
- 整音 - 小林喬
- 助監督 - 近藤孔明、荒川史絵、茶谷和行、谷本健晋
- スクリプター - 渋谷康子
- 制作担当 - 東正信
- アシスタントプロデューサー - 望月卓
- ラインプロデューサー - 道木広志、青柳夕子
- 計測 - 岩崎智之
- 音響効果 - 小川広美
- キャラクターデザイン - 出渕裕、篠原保、原田吉朗、森木靖泰、K-SuKe
- プロデューサー - 佐々木基（テレビ朝日）、中野剛（東映ビデオ）、武部直美（東映）、矢田晃一、深田明宏（東映エージエンジー）
- 特撮監督 - 佛田洋（特撮研究所）
- アクション監督 - 福沢博文（レッド・エンタテインメント・デリヴァー）
- 「ゴーバスターズVSゴーカイジャー」製作委員会（東映、テレビ朝日、東映ビデオ、東映エージエンシー、木下工務店）
- 配給 - 東映
- 監督 - 柴﨑貴行

## 音楽
主題歌「キズナ〜ゴーバスターズ! 豪快にアレンジver.」
作詞：藤林聖子 / 作曲・編曲：大石憲一郎（Project.R）/ 歌：謎の新ユニットSTA☆MEN
「キズナ～ゴーバスターズ!」に、「スーパー戦隊ヒーローゲッター ~Now Forever ver.~」のメロディをアレンジして合体させたソング。本作品のストーリーに合わせた書き下ろしの歌詞になっている。
挿入歌
「海賊戦隊ゴーカイジャー」
作詞：岩里祐穂 / 作曲：持田裕輔 / 編曲：Project.R（籠島裕昌） / 歌：松原剛志（Project.R）/ コーラス：ヤング・フレッシュ、Project.R
「バスターズ レディーゴー!」
作詞：藤林聖子 / 作曲・編曲：大石憲一郎（Project.R）/ 歌：高橋秀幸（Project.R）

## 映像ソフト化
2013年3月21日発売。Blu-rayとDVDでリリース。
- 特命戦隊ゴーバスターズVS海賊戦隊ゴーカイジャー THE MOVIE 通常版（1枚組）
  - 映像特典
    - 劇場予告編
    - ノンスーパーED 劇場公開ver.
    - ノンスーパーED 江戸ver.
    - ノンスーパーED 橋ver.
- 特命戦隊ゴーバスターズVS海賊戦隊ゴーカイジャー THE MOVIE コレクターズパック（2枚組）
  - ディスク1：本編ディスク（通常版と同様）
  - ディスク2：特典DVD
    - メイキング
    - 完成披露試写会スペシャルイベント
    - 完成披露試写会舞台挨拶
    - 公開初日舞台挨拶上映前
    - 公開初日舞台挨拶上映後
    - PR集
    - バスターズ&ゴーカイギャラリー
    - バスターズ&宇宙帝国ファイル
    - ポスタービジュアル

  - 初回限定特典
    - ポスターカード